# Tauchsportverband Österreichs
Der Tauchsportverband Österreichs (TSVÖ) ist ein Fachverband der Tauchvereine in Österreich. Der TSVÖ ist Mitglied der Confédération Mondiale des Activités Subaquatiques. Der Tauchsportverband Österreichs ist hierzulande das höchste Gremium im Bereich Non-Profit-Tauchsport. Als Fachverband bietet er in seinen Kommissionen Veranstaltungen und Informationen für alle Interessenten aus den Vereinen.

## Geschichte
Der TSVÖ wurde im Jahr 1967 gegründet und besteht aus 92 Vereinen und 3200 Mitglieder. Am  1. Dezember 2012 wurde Peter Bartl zum Präsidenten gewählt und im April 2015 wurde er für eine 2. Amtsperiode von 3 Jahren gewählt. Der TSVÖ hat seinen Sitz in Wien und erstreckt seine Tätigkeit auf das gesamte Bundesgebiet.

## Zweck
Der TSVÖ ist ein gemeinnütziger Verein mit dem Zweck, den Unterwassersport und die Unterwasserforschung auf nationaler und internationaler Ebene zu fördern. Er unterstützt die Bildung von Tauchsportvereinigungen und Landesverbänden und vertritt die Interessen aller österreichischen Taucher.  Er organisiert Zusammenkünfte, Wettbewerbe und andere Veranstaltungen.
Er stellt verbindliche Richtlinien für Ausbildungen, Prüfungsbedingungen und Sicherheitsbestimmungen auf.
Er unterstützt auf freiwilliger Basis im Bedarfsfalle bei Katastropheneinsätzen die Exekutive, die Feuerwehren und sonstige Rettungsorganisationen.

## Wissenschaft und Umweltschutz
Der TSVÖ hilft aktiv bei der Bewahrung, Wiederherstellung und Überwachung eines natürlichen und gesunden Lebensraumes im Sinne des Umweltschutzes mit. Um dies zu ermöglichen, hat er ein Team von Wissenschaftlern zusammengestellt, die die Bereiche Süßwasserbiologie/Limnologie, Meeresbiologie, UW-Archäologie und Umweltschutz abdecken.